# باربرا إدواردز
باربرا إدواردز (بالإنجليزية: Barbara Edwards)‏ هي عالمة أرصاد بريطانية، ولدت في القرن العشرين.